# Neobisioidea
Neobisioidea са надсемейство Лъжескорпиони (Pseudoscorpionida) включващо седем семейства:
- Семейство Bochicidae Chamberlin, 1930
- Семейство Gymnobisiidae Beier, 1947
- Семейство Hyidae Chamberlin, 1930
- Семейство Ideoroncidae Chamberlin, 1930
- Семейство Neobisiidae Chamberlin, 1930
- Семейство Parahyidae Harvey, 1992
- Семейство Syarinidae Chamberlin, 1930